# José Fornovi Vivas
José Fornovi Vivas (f. 1916) fue un poeta, escritor y abogado español.

## Biografía
Licenciado en Derecho, profesionalmente se dedicó a la abogacía y tenía un bufete. Sus primeros versos se publicaron en un semanario fundado en 1869 por varios compañeros de estudios, titulado La Voz de la Juventud y en él aparecieron diversas composiciones firmadas por él. Pertenecen a esta época las poesías denominadas «Á Lincoln», «Fantasía«, «Una ilusión», «A la Libertad», «En un álbum» y «Un recuerdo». Más adelante fue autor de otras poesías como «la Despedida» y «El 29 de Setiembre». También fue concejal.
Desde la fundación del Ateneo de Almería fue nombrado archivero-bibliotecario de la institución, sobre la que publicó en la prensa local sueltos y numerosos artículos sobre los actos más importantes de esta. Entre sus trabajos en prosa se encontró un estudio crítico sobre el «Quijote». Tras abandonar el cargo de bibliotecario en el Ateneo, desempeñó los de secretario primero de la Junta Directiva y vicepresidente de la Sección de Literatura. Falleció el 8 de junio de 1916 en Almería y fue sepultado en el cementerio de San José. Se casó con Ángela Martínez Diez, con quien tuvo cinco hijos: Ángela, José, Enrique, Mª Josefa y Eloísa Fornovi Martínez.